# 广告拦截
广告拦截，又稱广告过滤、廣告屏蔽，是一种软件功能，用于屏蔽网络浏览器或应用程序中的在线广告（横幅式广告、图像、动画、嵌入式音频和视频、文本、弹出式广告、自动播放廣告）。有些廠家推出了帶有广告拦截功能的浏览器扩展。目前主流的服务有Adblock和AdGuard。